# NGC 3606
NGC 3606 é uma galáxia elíptica (E) localizada na direcção da constelação de Hydra. Possui uma declinação de -33° 49' 39" e uma ascensão recta de 11 horas, 16 minutos e 15,6 segundos.
A galáxia NGC 3606 foi descoberta em 20 de Abril de 1835 por John Herschel.